# Svetoslav
Svetoslav (bulgariska: Светослав) är ett distrikt i Bulgarien.   Det ligger i kommunen Obsjtina Stambolovo och regionen Chaskovo, i den södra delen av landet, 230 km sydost om huvudstaden Sofia.
Trakten runt Svetoslav består till största delen av jordbruksmark. Runt Svetoslav är det ganska glesbefolkat, med 22 invånare per kvadratkilometer.